# Wolfgang Rutschke

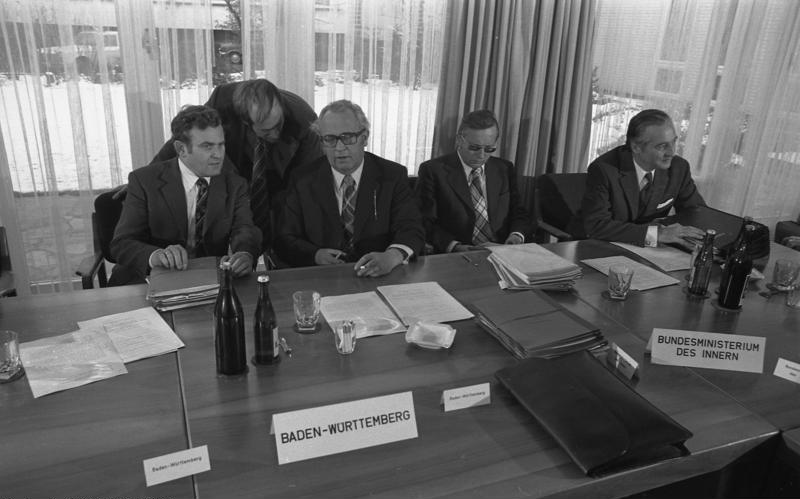
Wolfgang Rutschke als Staatssekretär des Inneren auf einer Innenministerkonferenz 1973 (ganz rechts)

Wolfgang Otto Martin Rutschke (* 27. November 1919 in Heegermühle; † 12. August 1996 in Sankt Augustin) war ein deutscher Jurist, Verwaltungsbeamter und Politiker (FDP/DVP).

## Leben und Beruf
Rutschke wurde als Sohn des Schulrektors Paul Rutschke und seiner Ehefrau Margarete Rutschke geb. Wetzke in Heegermühle (Brandenburg) geboren. Er ist ein Nachfahre des Theologen und Schriftstellers Johann Timotheus Hermes. Nach Besuch der Volksschule und dem Abitur an einem Berliner Gymnasium studierte er Rechts- und Staatswissenschaften an den Universitäten in Berlin, Breslau und Heidelberg. Das Studium musste er jedoch unterbrechen, da er zur Wehrmacht eingezogen wurde. Von 1939 bis 1943 nahm er als Soldat am Zweiten Weltkrieg teil, aus dem er als Schwerkriegsbeschädigter heimkehrte. Anschließend setzte er sein Studium fort, das er mit beiden juristischen Staatsexamen sowie mit der Promotion zum Dr. jur. (Prof. Jellinek in Heidelberg) beendete.
Rutschke trat 1945 als Regierungsassessor in den Verwaltungsdienst ein, wurde 1948 zum Regierungsrat befördert und war seit 1950 in der Lastenausgleichsverwaltung tätig, unter anderem als Leiter des Landesamtes für Soforthilfe in Württemberg-Baden. Als Ministerialdirektor übernahm er 1970 die Leitung der Abteilung Vertriebene im Bundesministerium des Innern. Seit 1972 war er stellvertretender Vorsitzender des Kuratoriums der Berliner Festspiele. Ab 1984 fungierte er als Vorstandsvorsitzender der Lastenausgleichsbank, deren Vorstand er bereits seit 1973 angehörte.
Er war mit Ruth Maria geb. Lindovsky (* 24. November 1923 in Mährisch Ostrau; † 26. März 2010 in Sankt Augustin) verheiratet; gemeinsam hatten sie zwei Kinder.

## Partei
Rutschke trat zum 1. September 1937 in die NSDAP ein (Mitgliedsnummer 4.910.527). Er schloss sich dann 1951 der FDP/DVP an. Er war von 1954 bis 1963 Vorsitzender des FDP/DVP-Kreisverbandes Karlsruhe-Land, wurde in den Landesvorstand der FDP/DVP Baden-Württemberg gewählt und war hier seit 1955 Vorsitzender des Beamtenausschusses. Außerdem war er seit 1956 stellvertretender Vorsitzender des FDP/DVP-Bezirksverbandes Nordbaden.

## Abgeordneter
Rutschke war seit der Wahl 1957 bis zu seiner Mandatsniederlegung am 7. Januar 1971 Mitglied des Deutschen Bundestages und hier zeitweise stellvertretender Vorsitzender der FDP-Fraktion. Er war stets über die Landesliste Baden-Württemberg ins Parlament eingezogen. Weiterhin war er von 1961 bis 1970 Mitglied der Beratenden Versammlung des Europarates und der Westeuropäischen Union (WEU).

## Öffentliche Ämter
Rutschke war nach 1945 stellvertretender Landrat in Sinsheim, Weinheim und Mosbach. Von Januar 1971 bis Dezember 1973 war er beamteter Staatssekretär im Bundesinnenministerium.

## Ehrungen
- 1979: Großes Bundesverdienstkreuz
- 1985: Großes Bundesverdienstkreuz mit Stern